# Марцін Будзінський
Марцін Будзінський (пол. Marcin Budziński, нар. 6 липня 1990 року, Ґіжицько, Польща) — польський футболіст, півзахисник футбольної команди «Краковія».
У вересні 2008-го року провів свій перший виступ у Першій чеській футбольній лізі.